# Vicente Valcarce Cano
Vicente Valcarce (Arrecife, 19 d'octubre de 1974) és un exfutbolista canari, que ocupava la posició de defensa.
Es va formar a les categories inferiors del Reial Madrid, tot arribant a l'equip B el 1996, que militava a Segona Divisió. Sense debutar en el primer conjunt madridista, a l'estiu de 1998 fitxa pel Màlaga CF, equip en el qual romandria durant la resta de la seua carrera, fins a la seua retirada el 2008.
En aquests deu anys al club andalús, el canari va ser peça fonamental, especialment entre el 2002 i el 2005. Va diputar gairebé 250 partits amb el Málaga CF, inclosa competició europea.